# ケイティ・オーメロッド
ケイティ・オーメロッド（Katie Ormerod、本名：キャサリン・オーメロッド〔Catherine Ormerod〕、1997年8月25日 - ）は、イギリスのスノーボード選手。2018年平昌オリンピックおよび2022年北京オリンピックイギリス代表。ウェスト・ヨークシャー州ブラッドフォード生まれ、同州ブリッグハウス出身。

## 経歴
16歳で迎えた2014年ソチオリンピックには、惜しくも代表入りを逃した。2014年5月、女子選手として初めてダブルコーク1080を成功させた。この技は、3回転と2回の反転を含む、最も複雑な技の1つである。
2016年11月、平昌オリンピックのテスト大会として韓国・平昌で開かれたスノーボード・ワールドカップのビッグエアで3位入賞、2017年1月にロシア・モスクワで開かれたワールドカップのビッグエアで優勝、アメリカ・アスペンで開かれたウィンターエックスゲームズのスロープスタイルで銅メダルを獲得した。
2018年平昌オリンピックではスロープスタイルとビッグエアの2種目で代表に選抜された。イギリス代表としてメダルが確実視されていたが、練習中にかかとを2か所負傷したため、勝機を逸した。かかとを負傷する前から手首を怪我していたが、その時点では勝負に挑むつもりであった。
平昌オリンピックでの負傷は、引退の危機に追い込まれるほどの重いもので、1週間の入院と、18か月の手術・リハビリを余儀なくされた。2019年8月に現役復帰し、ワールドカップ2019-20シーズンのスロープスタイルで、イギリス女子史上初の優勝を果たした。2020年2月のアメリカスノーボードグランプリでも、イギリスの選手として初めての優勝を飾った。
2022年北京オリンピックでも、ビッグエアとスロープスタイルの2種目でイギリス代表に選出された。2月5日に開かれたスロープスタイル予選では47.38点の18位で決勝進出はならなかった。

## 人物
スノーボードを始めたのは5歳の時で、ハリファックス・スキー&スノーボードセンターを家族で訪れたのが始まりである。オーメロッド家は、家族全員が熱心なスノーボーダーである。以来、毎週センターへ通い、地元のスノードームへも行くようになった。スノーボードだけでなく体操競技を並行してやっていたことが、スノーボードにも役立ったという。なお、体操競技でもイギリス大会に3回出場するほどの実力の持ち主である。
最終学歴はマンチェスター・メトロポリタン大学卒。